# فهرست شاگردان محمد زکریای رازی
شاگردان محمد زکریای رازی، پزشک، فیلسوف و شیمی‌دان ایرانی
یکی از خدمات ارزندهٔ رازی روش تدریس او در زمینهٔ پزشکی است. روش رازی از بسیاری جهات انطباق غیرقابل انکاری با روش‌های مدرن دارد. ابن‌الندیم در کتاب الفهرست در بارهٔ روش تدریس رازی می‌نویسد: «رازی هنگامی‌که به مجلس درس درآید، شاگردانش زیر دست او می‌نشینند و شاگردان شاگردانش پایین‌تر ازآن‌ها جای گیرند، سپس سائر شاگردان قرار دارند. هرگاه حاجتمندی به آن مجلس آید، به اولین نفری که برخورد کند حاجتش را در میان گذارد، اگر شنونده در آن زمینه چیزی بداند؛ و اگر معلوماتی نداشت، به دیگران روی آورد و اگر از آن‌ها نیز جوابی به دست نیاورد، خود رازی به سخن درآید و جوابش را می‌دهد.»
با این حال در کتاب‌های تاریخی فقط از چند نفر به عنوان شاگرد رازی نام برده شده‌ است: 
1. یحیی بن عدی
2. ابوالقاسم مقانعی
3. ابن قارن رازی
4. ابوغانم طبیب
5. یوسف بن یعقوب
6. محمد بن یونس
7. ابوالحسن طبری